# Krokstads församling
Krokstads församling var en församling i Göteborgs stift i  Munkedals kommun. Församlingen uppgick 2006 i Sörbygdens församling.

## Administrativ historik
Församlingen har medeltida ursprung. 
Församlingen var till 1994 moderförsamling i pastoratet Krokstad, Hede och Sanne och därefter till 2006 tillsammans med dessa annex till Foss församling.  Församlingen uppgick 2006 i Sörbygdens församling.

## Kyrkor
- Krokstads kyrka

## Kyrkoherdar i Krokstads pastorat
årtal anger tiden då de var kyrkoherde om annat ej anges
- Niels Pors, Omnämnd på en handling 1575
- Pehr Udbenii,
- Niels Bagge, från omkring 1575, blev mördad 7 januari 1586.
- Gunder Nielssen,
- Peder Christenssön, 1625
- Anders Nielssön Wingård,  1629
- Didrik Johannis Akenius, prästvigd 1647 till kyrkoherde, Död 1680.
- Joachim Plate, 1680-1708.
- Bernhard Plate, Plate var bror till sin företrädare, under vilken han var komminister från 1694, då han även hade varit regementspräst vid Bohus gröna dragoner.
- Bengt Dahlberg,  1715-1726
- Peter Schvantesson Höök,  1728-1756
- Johan Apelberg,  1757-1782
- Andreas Winterkorn,  1782-1786
- Bernhard Wessman,  1787-1792
- Carl Fredrik Bering, 1793 och 1802.
- Hans Christian Hummel, 1803-1819
- Johan Palmborg, 1820-1833.
- Lars Magnus Bromander, 1835-1861
- Severin Wilhelm Ingman, 1861-1866.
- Gustaf Leonard Dahl, 1867-1877
- Jacob Victor Thuresson, 1880-1907
- Fredrik Vilhelm Rhedin född 7 december 1870 död 13 maj 1922